# Acrodactyla polita
Acrodactyla polita är en stekelart som först beskrevs av Forster 1871.  Acrodactyla polita ingår i släktet Acrodactyla och familjen brokparasitsteklar. Arten är reproducerande i Sverige. Inga underarter finns listade i Catalogue of Life.